# Борисов (станция)
Бори́сов (бел. Барысаў) — железнодорожная станция Минского отделения Белорусской железной дороги на линии Минск — Орша между остановочными пунктами Печинский и Березина. Находится в центре города Борисов Минской области, являясь главной железнодорожной станцией города.

## История

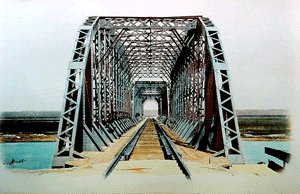
Железнодорожный мост через Березину в 1900 году

Станция Борисов была построена в 1870—1871 годах и открыта 29 ноября 1871 года, этот день из Борисова в направлении Бреста отправился первый грузопассажирский поезд. Первым начальником станции в 1871 году был назначен Яков Николаевич Димаро-Симонович — дворянин, губернский секретарь. В то же время станция Борисов представляла собой участковую промежуточную станцию на двухпутном участке Орша — Минск Московско-Брестской железной дороги (в 1912—1922 — Александровской).
В 1914 году было возведено новое кирпичное здание железнодорожного. На первом этаже разместились служебно-технические помещения, багажное отделение с прямым выходом на перрон. На втором этаже располагались жилые помещения работников станции и финансово-коммерческий ревизор. К пассажирскому зданию было пристроено деревянное одноэтажное здание, в котором размещался ресторан. В рамках благоустройства возле вокзального здания был разбит сквер. В годы гражданской войны станция была сильно повреждена. Здание вокзала и железнодорожные пути были разрушены, мост через реку Березина уничтожен в результате взрыва. В 1920 году начались работы по восстановлению станции, моста и путевого хозяйства.
В 1922 году были расформированы управления Александровской и Московско-Балтийской железных дорог, вместо которых создана объединённая Московско-Белорусско-Балтийская железная дорога, в подчинение которой и переведена станция. К 1928 году было завершено строительство железнодорожного парка и полуавтоматического оборудования станции. В эти же годы ежедневно через Борисов следовало шесть пар поездов — курьерский, скорый, почтовый, пассажирско-товарный, сборный и участковый. В 1936—1953 годах станция Борисов находилась в ведении Западной железной дороги.
С началом Великой Отечественной войны, 2 июля 1941 года, станция Борисов была оккупирована немецко-фашистскими войсками. Через некоторое время, на станции начала деятельность подпольная партийно-патриотическая группа, которая выводила из строя паровозы, стрелочные переводы, оборудование, задерживая тем самым передвижение грузов и вооружения от тыла к линии фронта. 3 июля 1944 года город Борисов был освобождён войсками Красной Армии. Отступая, немецко-фашистские захватчики практически полностью вывели станцию из строя. Несмотря на это, практически сразу после освобождения города железнодорожники приступили к восстановительным работам, благодаря чему, уже через неделю после освобождения через станцию начали следовать поезда. К 1951 году работы по восстановлению станции и железнодорожного полотна были полностью завершены.
В 1972 году рядом со зданием вокзала был построен новый кирпичный пригородный павильон с кассами, вместо прежнего, который являлся деревянным.
В 1974 году электрифицирован участок Минск-Пассажирский — Борисов, что позволило запустить на нём пригородных электропоезда. В 1981 году, с завершением электрификации участка Борисов — Орша-Центральная, была электрифицирована вся линия Минск — Орша, движение пригородных электропоездов было открыто по ней на всём её протяжении. Пассажирские поезда были переведены на тягу электровозами на всём расстоянии от Минска до Москвы..
В 1988 году вокзал станции Борисов был отнесён к вокзалам 2-го класса, с 1990 года началось оборудование билетных касс компьютерной системой «Экспресс». В 1993 году между 2-м и 4-м путями была построена островная посадочная платформа для удобства посадки и высадки пассажиров.

## Инфраструктура
На станции Борисов работают цех движения, грузовой и пассажирский цехи. В Борисовском узле работает Борисовская дистанция пути, которая следит за состоянием железнодорожных путей и осуществляет ремонтно-строительные работы. Также, станцию и прилегающие перегоны обслуживает служба сигнализации и связи, работники контактной сети, работники вагонного и локомотивного хозяйства.

### Вокзал

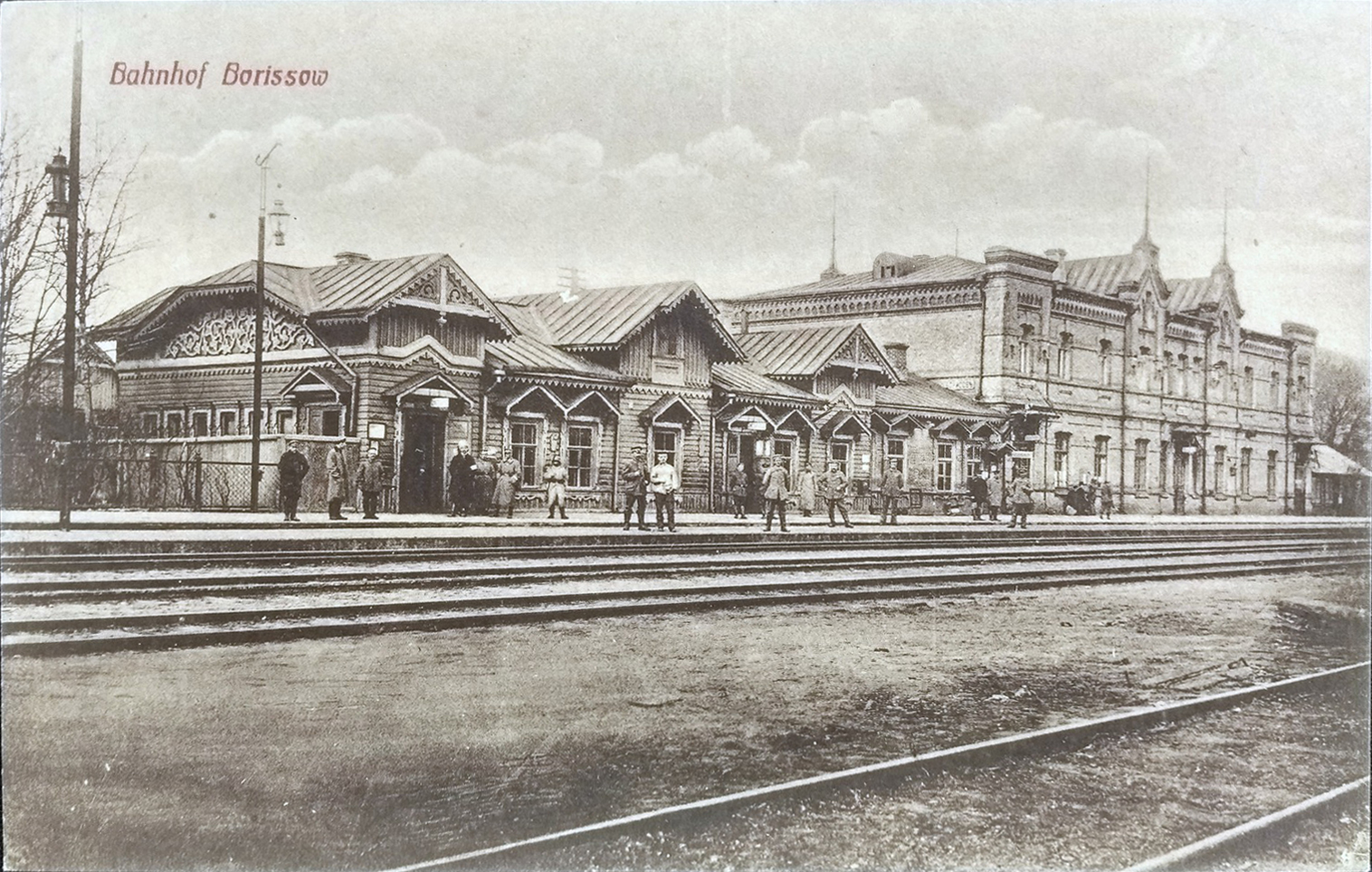
Здание вокзала и станция в 1918 году

Здание железнодорожного вокзала расположено на Привокзальной площади, завершающей перспективу проспекта Революции. Здание представляет собою двухэтажное здание с симметрично-осевыми фронтальными фасадами. Плоскость главного фасада расчленена глубокими входными ризалитами с фигурными профилированными щитами в завершении. Фасад со стороны железнодорожных платформ имеет идентичную композицию с неглубокими ризалитами, между которыми расположен выход из здания. Оконные проёмы лучковые с клиноподобными арками и замковым камнем. На зелёном фоне стен здания выделяются побеленные многочисленные элементы архитектурного декора: наличники проёмов, карнизы с кремальерами. Торцовые фасады являются глухими.
В центральной части здания размещён вестибюль, связанный с залом ожидания, билетными кассами (семь касс, некоторые — круглосуточные), камерами хранения багажа и буфетом. На другом этаже расположены служебные помещения. Здание вокзала является памятником архитектуры с элементами стиля модерн.

### Обслуживание пассажиров

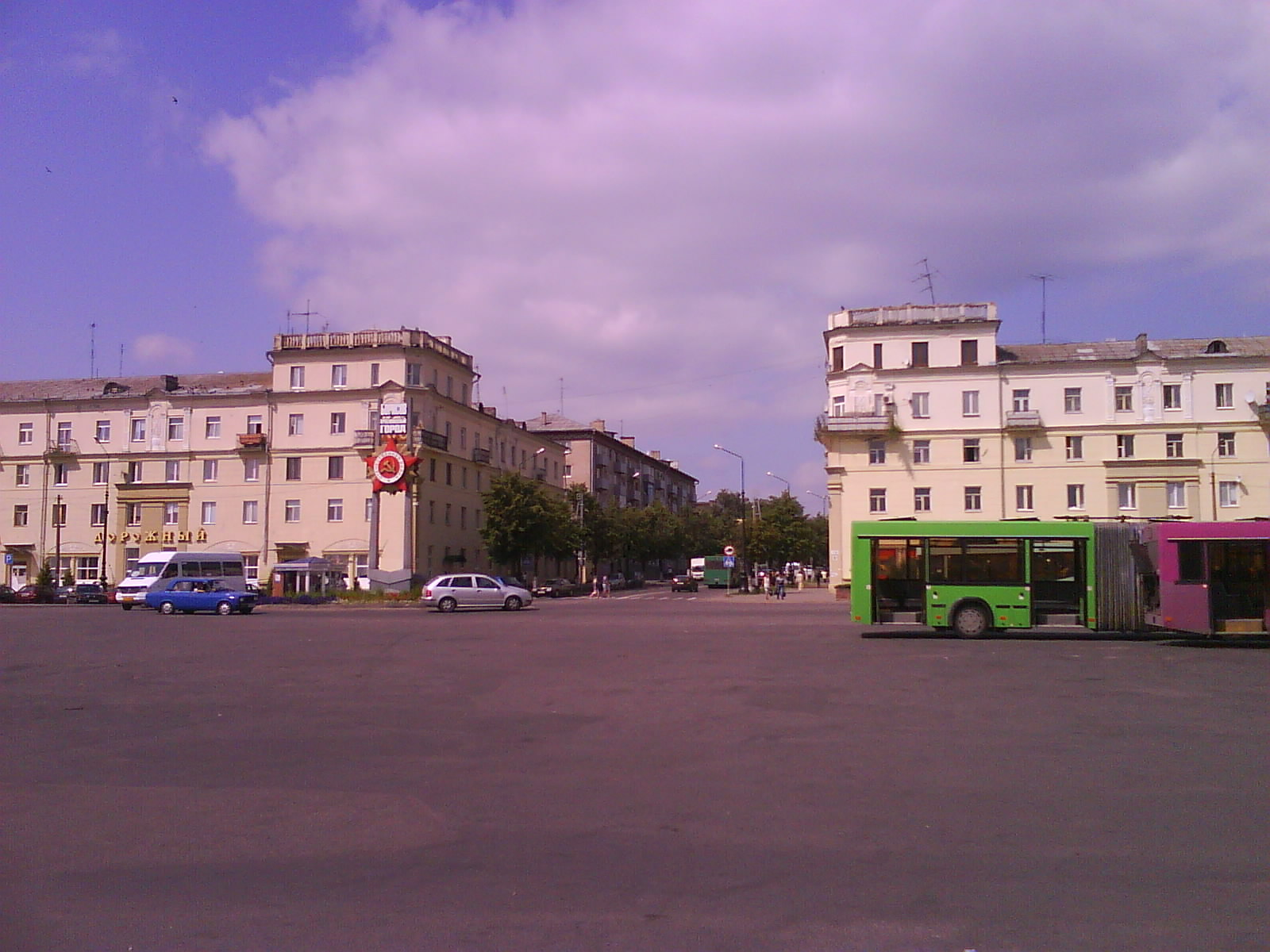
«Ворота города» — Привокзальная площадь

Для посадки-высадки пассажиров с поездов на станции имеется три низкие пассажирские платформы прямой формы, две из которых имеют длину по 410 метров, крайняя южная — 500 метров. Главная платформа со зданием вокзала является береговой и располагается у выходов в центр города, на путях в сторону Минска. Пересечение железнодорожных путей осуществляется по трём наземным пешеходными переходам, сквозное движение через станцию осуществляется по наземному пешеходному переходу, имеющему спуск на платформу № 2. Выход с платформ осуществляется к Привокзальной площади к которой примыкают проспект Революции и улица Труда, на площади расположены множественные торговые точки, отделение связи (почта), банкомат, а также автомобильная стоянка и разворотное кольцо автобусов городского сообщения и маршрутных такси. Южный выход со станции ведёт к городской промзоне (Заводская улица).

### Грузовые операции
Борисов является крупной грузовой станцией 1-го класса и обслуживает множество городских промышленных предприятий, таких как Борисовский авторемонтный завод, Борисовский мясокомбинат, Борисовский завод пластиковых изделий, ОДО «РДК-Инвест», 140-й ремонтный завод, 2336-я база хранения вещевого имущества, 2566-й завод по ремонту радиоэлектронного вооружения,  Борисовский ДОК, ОАО «Белвторчермет», РУП «Белоруснефть—Минскоблнефтепродукт», Борисовский опытный лесхоз, Строительный трест №21, ИООО «СВУДС экспорт», ООО «Полимерторг», ОАО «Борисовдрев», филиал «Боримак» Борисовского комбината хлебопродуктов, Борисовский шпалопропиточный завод, Борисовский завод «Автогидроусилитель», ООО «Магол» и множество других. Для обслуживания грузов имеется обширный производственный участок станции площадью  30,2 тыс. м², расположенный несколько южнее от пассажирской станции. На участке имеются тяжеловесные площади, повышенные пути для выгрузки сыпучих грузов, небольшой склад и контейнерная площадка. Общая площадь тяжеловесной площадки составляет 4,7 тыс. м², что позволяет вмещать более 3,7 тыс. тонн груза. Площадки оборудованы электрическими козловыми кранами, грузоподъемностью до 20 тонн. Основной тяжеловесный груз — лесоматериалы и пиломатериалы. Станционные склады расположены в 100 метрах от пассажирской станции и имеет площадь 868 м² с весовой вместимостью 430 тонн. Прирельсовый склад станции разделён на изолированные друг от друга помещения.

### Путевое хозяйство
Станция обслуживает 30 подъездных путей протяженностью от одного до семи километров. Границы станции начинаются от остановочного пункта Березина и заканчиваются остановочным пунктом Печинский Ежедневно через станцию проходит около 20 пар грузовых поездов. На станции находится пункт таможенного оформления. Зоной таможенного контроля являются пути №№ 12, 19, 27, 28.

## Пассажирское сообщение
На станцию ежедневно совершают остановку электропоезда региональных линий эконом-класса (пригородные электрички), бизнес-класса, а также поезда дальнего следования, представленные межрегиональными и международными линиями. Семь пар пригородных электричек ежедневно оборачиваются на станции и следуют обратно в Минск (до станций Минск-Пассажирский, Минск-Восточный и Институт культуры), ещё несколько пар поездов совершают длительную остановку на станции и следуют до станций Орша-Центральная (6 пар) и Крупки (2 пары). Время в пути до Орши составляет 2 часа 11 минут, до станции Минск-Пассажирский — 1 час 34 минуты.
Поезда дальнего следования следуют до областных центров Белоруссии и в некоторые российские города (Москва, Санкт-Петербург и др.).
| Вид перевозок   | Пункт назначения                                      |
| --------------- | ----------------------------------------------------- |
| Региональные    | Минск, Орша, Крупки                                   |
| Межрегиональные | Брест, Витебск, Гродно, Минск                         |
| Международные   | Адлер, Калининград, Москва, Мурманск, Санкт-Петербург |